# Mistocchina
La mistocchina è un dolce povero della tradizione emiliana e di quella romagnola, ormai quasi scomparso, a base di farina di castagne e acqua.

## Storia

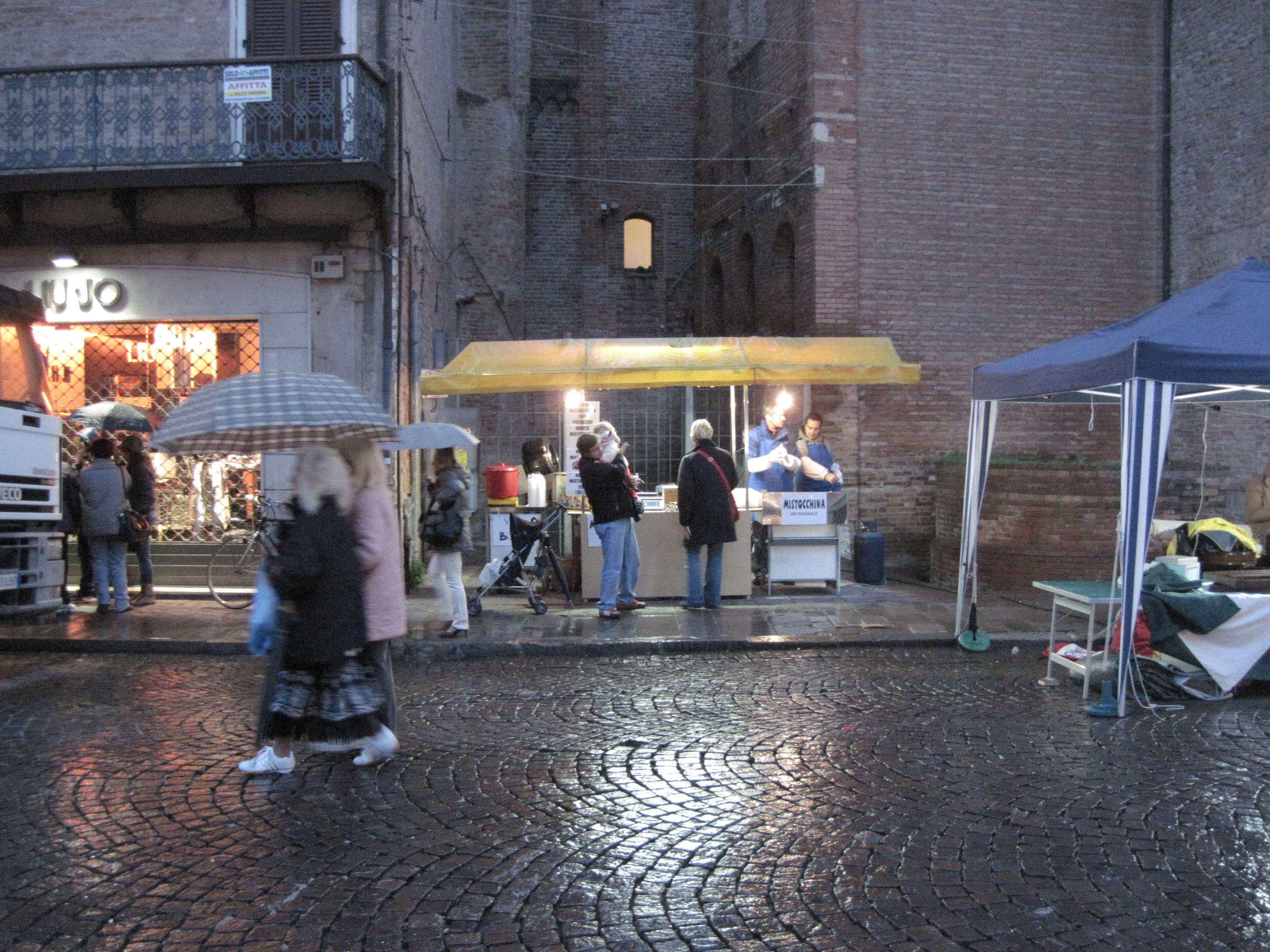
Piccolo chiosco a Ferrara che vende caldarroste e mistocchine

La parola mistocchina parrebbe derivare dal verbo latino miscere, che significa mescolare, riferito al gesto di mischiare insieme acqua e farina per ottenere l'impasto.
Fino alla metà del XX secolo, veniva preparato da venditrici ambulanti dette "mistocchinaie" che lo vendevano agli angoli delle strade o sotto i portici delle città come "cibo di strada".

## Preparazione
Si impasta la farina di castagne con acqua calda e un pizzico di sale, per poi stendere l'impasto dello spessore di 1 cm circa e ritagliarlo in losanghe dalla forma leggermente ovalizzata o, in alternativa, creando delle palline da schiacciare. Vengono cotte su una piastra molto calda oppure in forno.
Alcune varianti prevedono l'aggiunta di altri ingredienti come latte, semi di anicini, strutto, sapa, scorze di arancia, scorze di limone, uva passa e zucchero a velo.

## Nella cultura di massa
Questo dolce è citato ne L'impresario delle Smirne di Carlo Goldoni: «Che vuol dir Mistocchina? Come quella giovane è bolognese, e che a Bologna chiamano mistocchine certe schiacciate fatte di farina di castagne, le hanno dato un soprannome, che conviene alla sua patria ed alla sua abilità.»